# Scuttlers
 (signalé en juin 2025).
Si vous disposez d'ouvrages ou d'articles de référence ou si vous connaissez des sites web de qualité traitant du thème abordé ici, merci de compléter l'article en donnant les références utiles à sa vérifiabilité et en les liant à la section « Notes et références ».
- Archive Wikiwix
- Bing
- Cairn
- DuckDuckGo
- E. Universalis
- Gallica
- Google
- G. Books
- G. News
- G. Scholar
- Persée
- Qwant
- (zh) Baidu
- (ru) Yandex
- (wd) trouver des œuvres sur Wikidata

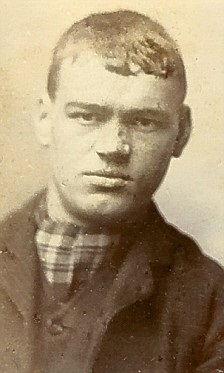
Un Scuttler arrêté en 1890

Les Scuttlers sont des jeunes membres de gangs britanniques qui ont émergé dans les quartiers ouvriers de Manchester, Salford, et alentours à la fin du  XIXe siècle. Ces groupes, également appelés « Scuttling gangs », peuvent être comparés aux gangs de rue londoniens des années 1890, souvent qualifiés de hooligans. 
Selon le commentateur social Alexander Devine, cette culture gangster était liée à un manque de contrôle parental, à l'indiscipline à l'école, à la lecture de mauvaise littérature et à la monotonie de la vie dans les quartiers pauvres de Manchester. Les conflits entre ces gangs ont débuté dans les années 1870 et ont persisté de manière sporadique pendant environ 30 ans, diminuant en fréquence et en gravité vers la fin des années 1890.